# Трка кроз Србију 1939.
Трка кроз Србију 1939. (фр. Tour de Serbie) је било 1. издање етапне бициклистичке трке Трке кроз Србију. Било је заказано од 22. до 29. маја 1939. године.
Победник укупног пласмана био је Аугуст Просеник.

## Коначан пласман
|    | Бициклиста        | Тим      | време       |
| -- | ----------------- | -------- | ----------- |
| 1  | Аугуст Просеник   | Загреб   | 34h 24' 22" |
| 2  | Стјепан Гргац     | Загреб   | 34h 41' 28" |
| 3  | Карел Лаврих      | Београд  | 34h 52' 28" |
| 4  | Константин Тудосе | Румунија | 35h 02' 40" |
| 5  | Јосип Покупец     | Загреб   | 35h 04' 07" |
| 6  | Ионел Кристеа     | Румунија | 35h 16' 26" |
| 7  | Раде Вељковић     | Београд  | 35h 23' 31" |
| 8  | Данило Ердељи     | Борово   | 35h 26' 16" |
| 9  | Јанез Петернел    | Љубљана  | 35h 28' 26" |
| 10 | Никола Пенчев     | Загреб   | 35h 36' 15" |